# 구이단토니오 만프레디
구이단토니오 만프레디(Guidantonio Manfredi, 1407년 – 1448년 11월 20일)는 15세기 초에 파엔차와 이몰라의 군주이다. 그는 또한 콘도티에로이기도 하였다.
그는 잔 갈레아초 1세 만프레디의 아들로 파엔차에서 태어났고, 아버지의 로마냐 토지를 계승하여, 처음에는 그의 형제인 카를로와 함께 다스리다 이후엔 혼자 다스렸다. 1439년부터 그는 이몰라의 군주이자 모딜리아나의 군주였다. 그는 폴리뇨의 군주인 니콜로의 딸인 비안키나 트린치(Bianchina Trinci)의 딸과 혼인하여 그녀가 암살당하는 1441년까지 결혼생활을 이어갔다. 다음해에 그는 우르비노의 군주인 구이단토니오 1세 다 몬테펠트로의 딸인 아녜세(Agnese)와 재혼했다.
콘도티에로로서, 그는 1430년에 피렌체 공화국의 사령관이였고 1433년에는 프란체스코 1세 스포르차의 사령관이였다.
그는 바니디페트리올로에서 사망했다. 그의 자리는 형제인 아스토레가 계승했다.